# Životni stil
Životni stil je funkcionalna i estetska integracija života koja se manifestira u obliku ljudskih odnosa, ponašanju, svijesti i materijalnim okruženju.
Moda se pojavljuje kao prepoznatljiv znak određenog stila ili postavke kao (npr. koju glazbu osoba posebno voli slušati). Odnosi se na stil stanovanja, odjeće, govora, gestikulacije ili boravišta. Životni stil je povezan atributim, koje su različiti. Na taj način može postati životni stil kao dio kulturnog pokreta ili političkog izraza ili prosvjeda. Stil se može temeljiti na životnim radostima i biti ne-politički.
Tipične potkulture su primjerice hippyji, punkeri, rockeri, darkersi ili modovi. Može biti i način života kao dandy i playboy.
Stil života je i važan gospodarski faktor jer utječe na potrošnju. Promjene u načinu života često prate modu i stoga pogoduju gospodarstvu.

## Zdrav način života
Prevencija i liječenje tzv. civilizacijskih bolesti, kroz zdrav stil života kroz primjerice
- prilagodbu unosa masnoća i šećera.
- prehranu bogatom vlaknima.
- zdravu prehranu od n. por. kruha od cjelovitog pšeničnog zrna
- redovit šport
- izbjegavanje pušenja
- ograničenje ili izbjegavanje alkohola